# Жив или мъртъв
„Жив или мъртъв“ (на английски: D.O.A.) е американски нео-ноар мистъри трилър от 1988 г. и е римейк на едноименния филм ноар през 1950 г. Филмът е режисиран от Роки Мортън и Анабел Джанкел, а сценарият е написан от Чарлс Едуард Поудж. Сценаристите на оригиналния филм – Ръсел Роуз и Кларънс Грийн, споделят сюжетния надпис със Поудж. Във филма участват Денис Куейд, Мег Райън, Даниел Стърн и Шарлот Рамплинг, и е заснет в Тексас.